# Aino Sibelius
Aino Sibelius, née Järnefelt le 10 août 1871 à Hausjärvi et morte le 8 juin 1969 à Ainola, dans la commune de Järvenpää, est l'épouse du compositeur finlandais Jean Sibelius. 

## Biographie

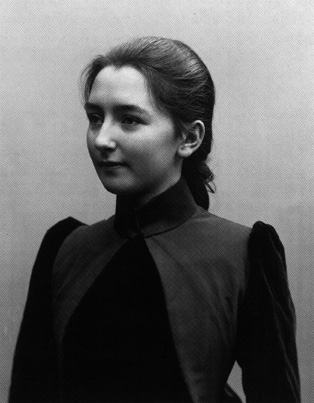
Aino Sibelius (1888)

### Sa jeunesse
Son père est un général de l'armée de l'Empire russe, le général Alexander Järnefelt, d'une famille suédophone, et sa mère Elisabeth appartient à une grande famille germano-balte, les Clodt von Jürgensburg. Ils ont huit enfants : Kasper Järnefelt (fi), Aino, Ellida, Ellen, Eero, Armas, Arvid, Hilja et Sigrid. Aino est élève de l'École finnoise pour filles d'Helsinki.
Son frère Armas invite son ami étudiant Jean Sibelius à la maison familiale durant l'hiver 1889. À cette époque, Juhani Aho exprime son affection pour Aino qui n'y répond pas. Après quelques années, Aino se fiance avec Jean Sibelius, puis ils se marient à Maxmo le 10 juin 1892.

### Sa vie maritale 1892–1957
À l'époque de leurs fiançailles, le couple pense à s'installer à la campagne. Dès 1898, ils cherchent une maison à proximité du lac de Tuusula. Quand l'oncle de Jean Sibelius meurt en juillet 1903, ils achètent un terrain de 10 000 m2 à Järvenpää près du lac de Tuusula, et utilisent leur part de l'héritage de l'oncle pour payer Lars Sonck afin qu'il conçoive leur maison Ainola. Ils s'y installent à l'automne 1904.
Les premières années d'Aino à Järvenpää sont difficiles à cause des soucis financiers et du style fêtard et buveur de son mari. Elle pense à assurer les dépenses familiales en créant un jardin potager sur le terrain pierreux près de la maison. 
En 1907, elle passe une période de convalescence au Sanatorium d'Hyvinkää. En 1908, Jean subit une opération de la gorge et renonce à l'alcool pendant près de sept ans, et c'est pour Aino le début de ses années les plus heureuses. Margareta naît en 1908, puis Heidi en 1911. Ils ne quitteront la maison familiale que pour quelques mois, pendant la guerre civile finlandaise, pour aller vivre à Helsinki.
Aino et Jean Sibelius avaient 6 filles : Eva, Ruth, Kirsti — morte à un an de fièvre typhoïde —, Katarina, Margareta et Heidi. Aino a instruit les enfants à la maison, ce qu'elle assure fort bien puisqu'ils réussiront très bien quand ils rejoindront l’école par la suite.

### Ses années de veuvage 1957–1969

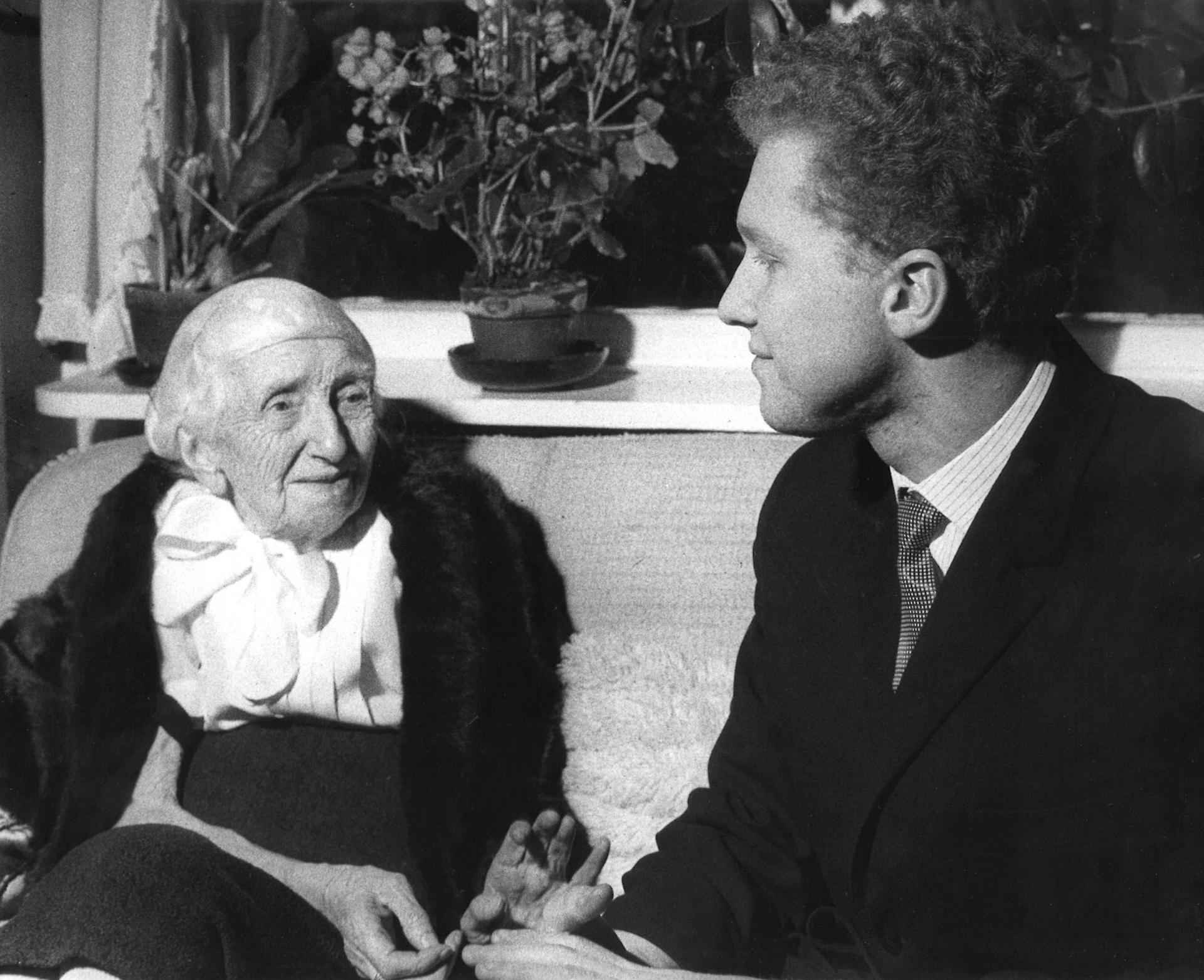
Aino Sibelius avec Oleg Kagan en 1965.

Jean Sibelius meurt à Ainola le 20 septembre 1957, il y sera inhumé dans le jardin. Aino continue à y demeurer, elle trie les documents familiaux, aide Santeri Levas et Erik Tawaststjerna à écrire leur biographie de Jean Sibelius. Elle meurt à Ainola le 8 juin 1969 et repose aux côtés de Jean.
En 1972, les filles de Jean Sibelius, Eva, Ruth, Katarina, Margareta et Heidi, vendent Ainola à l'État finlandais qui la transforme en Musée ouvert au public en 1974.

## Correspondance
La Correspondance d'Aino Sibelius:
- (fi) Talas Suvisirkku, Aino Sibelius, Aino Sibeliuksen kirjeitä Järnefelt-suvun jäsenille, Helsinki, Suomalaisen Kirjallisuuden Seura (ISBN 951-717-978-2)
- (fi) Jean Sibelius, Suvisirkku Talas, Aino Sibelius, Sydämen aamu: Aino Järnefeltin ja Jean Sibeliuksen kihlausajan kirjeitä, Helsinki, Suomalaisen Kirjallisuuden Seura (ISBN 951-746-148-8)
- (fi) Jean Sibelius, Suvisirkku Talas, Aino Sibelius, Tulen synty: Aino ja Jean Sibeliuksen kirjeenvaihtoa 1892–1904, Helsinki, Suomalaisen Kirjallisuuden Seura (ISBN 951-746-471-1)